# Lambert Goossens
Lambert Goossens (Perk, 6 augustus 1797 - aldaar, 19 augustus 1856) was burgemeester van de voormalige Belgische gemeente Perk.

## Vader van kardinaal
Hij werd geboren als zoon van landbouwer en brouwer Jan Frans Goossens (1771-1809) en Joanna Maria De Waet. Lambert Goossens werd - naast landbouwer en brouwer - burgemeester van Perk in 1826 en bleef in functie tot zijn dood in 1856.
Lambert Goossens huwde in 1818 met Barbara Janssens (1787-1867), ze werden de ouders van de latere Belgische kardinaal Petrus Lambertus Goossens.